# Estación Balnearia
Balnearia es una estación ferroviaria ubicada en la ciudad homónima, departamento San Justo, Provincia de Córdoba, Argentina.
En su edificio se encuentra el Museo Histórico Municipal San José.

## Servicios
Fue inaugurada en 1911 por el Ferrocarril Central Norte Argentino. En 1948 se transfirió al Ferrocarril General Belgrano. No presta servicios de pasajeros desde 1977 Y De Cargas Desde 1993. Sus vías e instalaciones están a cargo de la empresa estatal Trenes Argentinos Infraestructura.